# Raymond de Lacvivier
Raymond de Lacvivier, né à Fleurance (Gers) le 13 juillet 1852 et mort le 29 janvier 1930 à Elne (Pyrénées-Orientales), est un notaire et un érudit et écrivain français.

## Biographie
Il est le fils de Jean-Marie-Silve de Lacvivier, notaire à Agen et de Marie-Therèse-Rose Calmetes.
Capitaine de la Garde nationale durant la guerre franco-prussienne de 1870, il ne participera à aucune bataille. Il épouse Marie Marron de Martin, avec laquelle il a trois fils, Pierre (1882), Charles (1885) et Maurice, qui serviront l’armée française lors de la Première Guerre mondiale. Le premier est mutilé au Fort de Vaux et n'a aucune descendance masculine, le second est gravement blessé par les gaz allemands et le troisième meurt au front des Dardanelles.
Raymond de Lacvivier exerce le métier de notaire, comme son père. En 1906 il participe activement à la création de la « Société d’Études Catalanes », dont il est l'adhérent numéro 15, aux côtés de personnalités comme Pierre Vidal, Jean Amade, Louis Pastre, Gustave Violet, Jules Delpont, Frédéric Saisset, Horace Chauvet et Jean Bourrat.
Cette société scientifique roussillonnaise, active durant plus de quinze ans, se dote d’une publication, la Revue catalane, qui avait pour objectif principal « de susciter ou d’encourager tous types d'initiatives visant à développer la vie littéraire, artistique et scientifique » en Catalogne du nord. Lacvivier à partir de 1911 devient membre de son conseil d’administration, et publie, de 1908 à 1920, de nombreux articles, tout particulièrement sur les monuments et l'histoire de sa cité, Elne, parmi lesquels : le couvent des capucins, la cloche de l'horloge, la chapelle Nostra Senyora de la Trona, les anciens cimetières, les voûtes et les travaux de l’église. Il publie également de précieux textes issus du Cartulaire et du Livre vert d’Elne.
De 1911 à 1920 il dirige un groupe de catalanisants de la S.E.C. afin d’élaborer le premier dictionnaire catalan du Roussillon. Malgré sa pugnacité et celle de ses collaborateurs comme Joan Amades, l’Abbé Henri Granier-Mailly, Joachim Comet, Louis Pastre et Paul Bergue, ce projet ne put être achevé.
À la même époque, il participe à l’élaboration d’une langue catalane unifiée en intégrant à partir de 1913 l'équipe d’Anton Griera, chargée de recueillir des matériaux lexicologiques du catalan ancien, littéraire et parlé, qui furent synthétisés dans deux ouvrages majeurs : el Diccionari dels dialectes catalans et l'Atlas Lingüístic de Catalunya. Correspondant dès sa création de l’Institut d'Estudis Catalans (Académie de la langue catalane), il défend et fait la promotion des nouvelles normes orthographiques communes à tous les pays catalans impulsées par Pompeu Fabra, qui furent rejetées par bon nombre d'intellectuels roussillonnais parmi lesquels Joan Amades et Jules Delpont.
En 1930, âgé de 78 ans, Raymond de Lacvivier est assassiné par son beau-frère, Henri de Martin, dans sa demeure d’Elne. La municipalité de la ville d’Elne, à la demande de l’archéologue Roger Grau, honore Raymond de Lacvivier en attribuant son nom au Musée du Cloître.

## Fragment de textes originaux
Tenint en compte quins eren els propòsits reials, la carta de felicitació va tenir uns efectes limitats, en el sentit que el francès nommés va adquirir dret de ciutadania, per reprendre la feliç expressió de Torrelles, a la catedral de Perpinyà, perquè a la resta d'esglésies (de la capital i de les altres ciutats i pobles nord-catalans) el català hi serà la llengua hegemònica durant molts anys, segons el que es pot deduir de diversos testimonis de l'època : el 1688 una deliberació del consell general d'Elna reporta que no es trobava cap confessor de llengua francesa; .... (qu'on y prêche tous les jours en catalan; mais dans la cathédrale on n'y prêche jamais qu'en françois).

## Publications
- Raymond de Lacvivier, Canal d'Elne. Comparaison de l'état matrice du rôle de 1892 avec le dénombrement déposé aux Archives départementales, Perpignan, Ch. Latrobe, 1895
- Raymond de Lacvivier, Elne, sa cathédrale, son cloître, Perpignan, Imprimerie Comet, 1909
- Raymond de Lacvivier, La Rame de vingt pieds, Perpignan, Revue Catalane, 1911
- Raymond de Lacvivier, Les Règles orthographiques de la langue catalane, Perpignan, J. Comet, 1913
- Raymond de Lacvivier, Inventaire sommaire des documents copiés dans le "cartulaire de l'église d'Elne" par Fossa, Prades, Imprimerie Cocharaux, 1914
- Raymond de Lacvivier, Analyse du Livre Vert d'Elne, Perpignan, Barrière et Cie, 1915
- Raymond de Lacvivier, Quelques noms de plantes et synonymes : catalans-français et français-catalans, Perpignan, Imprimerie Catalane, 1920
- Raymond de Lacvivier, Mémoires de M. R., Perpignan, Barrière et Cie, 1924